# Der Prinz von Bel-Air
Der Prinz von Bel-Air (Originaltitel: The Fresh Prince of Bel-Air) ist eine US-amerikanische Sitcom mit Will Smith in der Hauptrolle, die von 1990 bis 1996 auf NBC lief. Die Serie handelt vom Alltag des jungen William „Will“ Smith, der von seiner Mutter nach Bel-Air geschickt wurde, um dort zeitweise bei seinen wohlhabenden Verwandten zu leben und einen guten Schulabschluss zu erlangen.

## Inhalt
Die Serie handelt von dem afroamerikanischen Jugendlichen William „Will“ Smith, der in den Straßen Philadelphias aufgewachsen ist. Während eines Basketballspiels verfehlt Will einen Wurf und der Ball landet auf einer Gruppe gewaltbereiter Menschen. Aus Angst um ihren Sohn schickt Wills Mutter Viola ihn nach Los Angeles, um dort bei seiner wohlhabenden Tante Vivian und deren Mann, dem Anwalt und späteren Richter Philip Banks, zu wohnen, damit er dort seinen Schulabschluss machen kann.
Obwohl seine Tante sich bemüht, Will so behütet wie möglich in die Familie einzugliedern, stößt dieser aufgrund seines Lebenswandels im Nobelviertel Bel Air zunächst auf einige Probleme. Insbesondere mit seinem augenscheinlich snobistischen Cousin Carlton und seiner verwöhnten und naiven Cousine Hilary kommt er zu Beginn überhaupt nicht zurecht – und auch Onkel Philip und Butler Geoffrey wissen mit der lockeren Lebensart Wills anfänglich kaum umzugehen. Lediglich Ashley, das jüngste Familienmitglied im Hause Banks, erkennt die Qualitäten und Fähigkeiten ihres Cousins, dem es mit der Zeit gelingt, auch den Rest der Familie von seinem Charme zu überzeugen und in ihr Herz zu schließen.

## Hintergrund
Obwohl die Sendung generell als Comedyserie konzipiert war, wurden hin und wieder auch ernstzunehmende gesellschaftskritische Elemente verarbeitet. Insbesondere Themen, die sich der afro-amerikanischen Subkultur annahmen, waren regelmäßige Bestandteile der Handlungen einzelner Episoden, darunter Diskriminierung, Vaterlosigkeit, Armut und soziale Klassifikation, sowie die Philosophien der schwarzen Bürgerrechtler Martin Luther King und Malcolm X.

## Figuren
Will Smith
William „Will“ Smith wird vom Schauspieler fast gleichen Namens Willard „Will“ Smith   gespielt. Er wurde von seiner Mutter Viola in Philadelphia alleine aufgezogen, nachdem sein Vater die Familie verlassen hat. Will ist ein großer Fan des Bürgerrechtlers Malcolm X und hat, auch wenn er es selten zeigt, ziemlich viel Grips. Nachdem er zu Beginn seines Aufenthalts im noblen Bel-Air einige Anpassungsschwierigkeiten zu haben scheint, gewöhnt er sich immer mehr an das Zusammenleben mit seiner „neuen“ Familie. Will verkörpert den klassischen Ghetto-Jungen, der das Leben locker angeht und sich nicht allzu viele Gedanken um sein Leben macht, stellt somit das komplette Gegenteil zu seinem Cousin Carlton dar. Er spielt gerne Basketball, geht mit schönen Mädchen aus oder macht Witze über seinen Onkel und seinen Cousin.
Jazz
Jazz ist der beste Freund von Will. Wie Will behält er in der Serie seinen realen Namen, da er auch außerhalb der Serie Jazz genannt wird, was auf seinen DJ-Namen „Jazzy Jeff“ zurückgeht. Innerhalb der Serie wird er nur bei seinem Spitznamen genannt (z. T. auch Mr. Jazz von Leuten, die ihn nicht kennen, vor allem von Geoffrey). In den ersten Staffeln versucht Jazz bei Wills Cousine Hilary zu landen, welche aber wenig Interesse an ihm zeigt. Auch Wills Onkel Philip Banks sieht Jazz ungern als Gast in seinem Haus, was ihn bei Gelegenheit dazu veranlasst, ihn (im wahrsten Sinne des Wortes) aus dem Haus zu werfen. Dieser Rauswurf entwickelte sich zu einem Running Gag der Serie. In einigen Folgen wird er von Will Smith „J“ genannt.

### Die Familie Banks
Philip „Phil“ Banks
Philip Ezekiel Banks wird von dem Schauspieler James L. Avery, Sr. gespielt. Philip ist in den ersten zwei Staffeln ein anerkannter Rechtsanwalt mit Princeton-Hochschulabschluss. In der dritten Staffel wird er zum Obersten Richter ernannt, als ein anderer Richter (gespielt von Sherman Hemsley) bei der Feier seines Wahlsieges stirbt. Das Verhältnis zwischen Philip und seinem Neffen Will wirkt am Anfang der ersten Staffel etwas gespannt. Doch dies verbessert sich, als sie sich immer besser kennenlernen. In einer Folge gibt Philip zu, dass ihm Will viel bedeutet. Er wird von seinen Eltern „Zeke“ genannt.
Vivian Banks
Vivian „Viv“ Banks (geb. „Smith“) wird in den sechs Jahren Drehzeit von zwei Schauspielerinnen verkörpert. Von 1990 bis 1993 wird die Figur von Janet Hubert-Whitten gespielt. Grund für den Wechsel der Schauspielerin war, dass Janet Hubert-Whitten während der Drehzeit schwanger wurde und damit gegen ihre Vertragsauflagen verstieß. Die Schwangerschaft wurde letztendlich in die Rolle der Serienmutter eingearbeitet, bevor sie zum Ende der 3. Staffel entlassen und die Rolle schließlich von Daphne Maxwell Reid übernommen wurde. Weiteren Quellen zufolge wurde Hubert-Whitten aufgrund von Streitigkeiten mit anderen Schauspielern der Serie gefeuert. Vivian ist Professorin für Literaturgeschichte an einer Universität in Bel Air und die Schwester von Wills Mutter Viola. Sie hat außerdem noch zwei weitere Schwestern.
Hilary Banks
Hilary Violet Banks ist die älteste Tochter der Familie Banks und somit eine Cousine von Will Smith. Sie ist sehr verwöhnt, modebewusst und naiv. Ihre Rolle wird von Karyn Parsons gespielt. Nachdem sie das College aufgegeben hat, will ihr Vater, dass sie arbeitet, und später auch, dass sie sich eine eigene Wohnung sucht. Da er nur sagt, dass sie aus dem Haus verschwinden soll, zieht sie in das geräumige Poolhaus direkt im Garten. Sie betätigt sich unter anderem als Wetteransagerin und Partyorganisatorin. Zuletzt ist sie die Moderatorin ihrer Talkshow „Hilary“ und zieht deshalb nach New York City.
Carlton Banks
Carlton Banks wird von Alfonso Ribeiro gespielt. Carlton ist ein konservativer Streber, der es seinem Vater gleichtun und später auf die Princeton University gehen will. Dies gelingt ihm vorerst jedoch nicht, da er ein Missverständnis mit dem Schulleiter hat. Allerdings erhält er in Folge 140 einen Bestätigungsbrief, dass er aufgenommen wurde. Carltons Schutzengel entpuppt sich in einer Folge als dessen Vorbild Tom Jones, der behauptet, dass er Carltons Schicksal bestechen musste, damit dieses ihn nicht vorzeitig aus dem Leben nahm. Vor allem Will macht sich sehr häufig über Carltons geringe Körpergröße lustig, was fester Bestandteil der Serie ist.
Ashley Banks
Ashley Banks, die jüngere der beiden Töchter, wird von Tatyana Ali gespielt. Will hat einen großen Einfluss auf ihre Entwicklung, was oftmals zu Konflikten mit ihrem Vater führt. Ashley hat ein Talent für den Gesang und strebt später auch eine Karriere als Sängerin an.
Nicky Banks
Nicholas „Nicky“ Andrew Banks kommt in den letzten drei Staffeln vor und ist das jüngste Kind der Banks. In den letzten beiden Staffeln wird er gespielt von Ross Bagley.
Geoffrey, der Butler
Geoffrey Barbara Butler – gespielt von Joseph Marcell – ist der Butler der Familie Banks. Er wird in der Serie als zu bemitleidendes Individuum dargestellt, hat aber trotzdem immer einen trockenen Spruch gegenüber der Familie Banks auf den Lippen. Geoffrey hat einen Sohn, der in der 141. Folge in Erscheinung tritt. Der Butler ist Engländer und stellt den klassischen Landsmann dar: Ruhig, gelassen und sehr sportlich übersteht er ohne Probleme alle Konflikte in der Banks-Familie. Geoffrey ist ein Liebhaber der Tea-Time. In einer Folge der Serie erfährt man, dass Geoffrey nur deswegen nach Amerika kam, weil er nach einem Betrugsversuch beim Marathon aus England fliehen musste. Er wird von Will Smith „G“ genannt.

## Besetzung und Synchronisation
Die Serie wurde von der Hermes Synchron in Berlin-Spandau synchronisiert. Dialogregie führte Arne Elsholtz, der auch die deutschen Dialogbücher schrieb und die Rolle des Butlers Geoffrey sprach.
| Rolle           | Schauspieler          | Hauptrolle | Nebenrolle | Synchronsprecher                                     |
| --------------- | --------------------- | ---------- | ---------- | ---------------------------------------------------- |
| Will Smith      | Will Smith            | 1.01–6.24  |            | Jan Odle                                             |
| Philip Banks    | James Avery           | 1.01–6.24  |            | Helmut Krauss                                        |
| Vivian Banks    | Janet Hubert          | 1.01–3.20  | 3.23       | Regina Lemnitz                                       |
| Vivian Banks    | Daphne Maxwell Reid   | 4.01–6.24  |            | Regina Lemnitz                                       |
| Carlton Banks   | Alfonso Ribeiro       | 1.01–6.24  |            | Sven Hasper                                          |
| Hilary Banks    | Karyn Parsons         | 1.01–6.24  |            | Katja Nottke (Staffel 1) Sabine Jaeger (Staffel 2–6) |
| Ashley Banks    | Tatyana Ali           | 1.01–6.24  |            | Ranja Bonalana                                       |
| Geoffrey Butler | Joseph Marcell        | 1.01–6.24  |            | Arne Elsholtz                                        |
| Nicky Banks     | Ross Bagley           | 4.14–6.24  |            | Carsten Otto                                         |
| Jazz            | Jeffrey A. Townes     |            | 1.02–6.23  | Frank Schaff                                         |
| Viola Smith     | Vernee Watson-Johnson |            | 1.12–6.10  | Karin Grüger                                         |
| Lisa Wilkes     | Nia Long              |            | 5.06–5.25  | Debora Weigert                                       |

### Gastauftritte
In der Serie traten viele berühmte Persönlichkeiten auf: B. B. King, William Shatner, Oprah Winfrey, Jay Leno, Donald Trump, Vanessa L. Williams, D. L. Hughley, Elise Neal, Naomi Campbell, Tevin Campbell, Quincy Jones, Isiah Thomas, Evander Holyfield, Heavy D., Tom Jones, Wayne Newton, Bo Jackson, Boyz II Men, Jasmine Guy, Vivica A. Fox, Bell Biv DeVoe, Ken Griffey junior, Chris Rock, Malcolm-Jamal Warner, Hugh Hefner, Milton Berle, Gary Coleman, Zsa Zsa Gabor, Tyra Banks, Kareem Abdul-Jabbar, Stacey Dash, Don Cheadle, Christopher Judge, Michael Clarke Duncan, Jaleel White, Queen Latifah, Pat Morita, Hank Azaria, Ben Vereen,
Naya Rivera, Doctor Dré, Isaac Hayes, Riddick Bowe.

## Fortsetzung und Reboot
Am 13. August 2015 wurde berichtet, dass ein Neustart der Show von Overbrook Entertainment in Entwicklung ist, wobei Will Smith als Produzent fungiert. Im August 2016 bestritt Smith in einem Werbeinterview mit dem Fernsehsender E! für seinen damals geplanten Film Suicide Squad, dass ein Neustart in der Entwicklung sei, und sagte, dass dies „… ziemlich kurz vor dem Einfrieren der Hölle“ geschehen würde.
Im Jahr 2019 wurde ein Kurzfilm (Mock-Trailer) mit dem Titel Bel-Air auf YouTube hochgeladen, der von Morgan Cooper geschrieben wurde und bei dem dieser auch Regie führte. Obwohl auch die ursprüngliche Serie immer wieder ernste Gesellschaftskritik übte, transferiert der Kurzfilm die Themen aus Der Prinz von Bel-Air in das Genre des Dramas und lässt das thematische Umfeld düsterer und ernster erscheinen. Will Smith lobte daraufhin den Fanfilm mit den Worten: „Morgan hat einen unglaublichen Trailer für Bel-Air gedreht. Es ist eine brillante Idee, eine dramatische Version von The Fresh Prince für die nächste Generation zu entwickeln“, und bekundete sein Interesse daran, die Idee über den Kurzfilm hinaus zu einer vollständigen Reboot-Serie für Bel-Air zu erweitern.
Am 10. Oktober 2019 berichtete The Hollywood Reporter, dass das Studio Westbrook Inc., welches von Jada Pinkett Smith und Will Smith geführt wird, sowie Universal Studio an einem Spin-Off der Serie arbeiten.
Im August 2020 wurde angekündigt, dass Will Smith und Morgan Cooper einen Neustart der Serie auf der Grundlage von Coopers Bel-Air entwickeln und die Geschichte der Serie als Dramaserie neu erzählen möchten. Berichten zufolge war die Serie bereits seit über einem Jahr in Arbeit, seit Cooper seinen Bel-Air-Trailer auf YouTube eingestellt hatte. Der Hauptdarsteller des Reboots ist Jabari Banks. Peacock, ein Streaming-Pay-TV-Anbieter in den USA, hat für die ersten zwei Jahre die Exklusivrechte erworben. In den USA war am 13. Februar 2022, dem Super Bowl Sunday, Premiere der neuen Serie.

## Trivia
- Laut einem BBC-Interview[11] riet Alfonso Ribeiro seinem Kollegen Will Smith, den Namen für die fiktive Hauptfigur gut zu wählen, da „er den Rest seines Lebens auf der Straße so genannt werden würde“.
- Janet Hubert-Whitten spielte bis zum Ende der dritten Staffel die Rolle der Vivian Banks, bis sie durch eine Schwangerschaft gegen ihre Vertragsklauseln verstieß und entlassen wurde.[12] Ihre Rolle wurde dann bis zum Ende der Serie von Daphne Maxwell Reid dargestellt. Der einzige Kommentar dazu innerhalb der Serie kam Anfang der 1. Folge der 4. Staffel von Jazz: „Wissen Sie, Mrs. Banks, seitdem Ihr Baby da ist, haben Sie sich irgendwie verändert!“ In der ersten Folge der 5. Staffel wird das Thema erneut aufgenommen, als Jazz fragte: „Übrigens, wer spielt zurzeit die Mutter?“
- Nia Long war schon in der zweiten Staffel als Claudia Prescott zu sehen, mit der Synchronstimme von Andrea Loewig.
- In der fünften Staffel der Sitcom ist Will im Begriff, seine Freundin Lisa (Nia Long) zu heiraten. Ursprünglich war Smiths spätere Ehefrau Jada Pinkett Smith für die Rolle vorgesehen; sie bekam aber eine Absage, da sie angeblich zu klein war.
- Will durchbricht gelegentlich die 4. Wand. Es gibt auch Anspielungen darauf, dass das Ganze eine Sitcom ist. Beispiel: In der letzten Folge der 4. Staffel fragt Carlton: „Who is Omar Bowler?“. Will antwortet: „The dude that is spinning me over his head in the opening credit.“
- In der ersten Folge der 5. Staffel verweist ein Angestellter der „NBC Star Retrieval Unit“ Will auf seinen Vertrag und den Titel der Show und bringt ihn zurück nach Bel Air.
- Das Fernsehmagazin TV Guide führte 2004 die Figur des „Philip Banks“ auf Platz 34 der „50 beliebtesten Fernsehväter aller Zeiten“.
- Der Titel der Serie basiert auf Will Smiths Spitznamen „Fresh Prince“, den er durch seinen frechen Charme schon in der Schulzeit erhielt. Die Handlung  basiert grundsätzlich auf den Erfahrungen Benny Medinas, eines Managers von Warner Brothers und Produzenten der Serie.[13][14]
- Nach der dritten Episode der ersten Staffel wurden zwei Strophen aus dem Titellied gekürzt, und entsprechend fehlten die Szene des Kofferpackens und der Flug nach Los Angeles sowie 10 Sekunden ohne Gesang am Anfang des Liedes. Außerdem wurde das Intro nun nicht mehr vor einer Episode gezeigt, sondern einige Minuten nach Beginn.
- Das Restaurant Arby's coverte 2016 den Titelsong The Fresh Prince of Bel-Air als Fire-Roasted Philly, gesungen von Ving Rhames für einen Werbeclip.[15]

## Die Serie auf DVD
Vereinigte Staaten
- Staffel 1 erschien am 8. Februar 2005
- Staffel 2 erschien am 11. Oktober 2005
- Staffel 3 erschien am 14. Februar 2006
- Staffel 4 erschien am 8. August 2006
- Staffel 5 erschien am 11. Mai 2010
- Staffel 6 erschien am 19. April 2011

Großbritannien
- Staffel 1 erschien am 21. Februar 2005.
- Staffel 2 erschien am 21. November 2005.
- Staffel 3 erschien am 26. Juni 2006.
- Staffel 4 erschien am 22. Januar 2007.

Deutschland
- Staffel 1 erschien am 15. April 2005.
- Staffel 2 erschien am 16. Juni 2006.
- Staffel 3 erschien am 15. September 2006.
- Staffel 4 erschien am 12. Oktober 2006.
- Staffel 5 erschien am 18. Juni 2010.
- Staffel 6 erschien am 6. Mai 2011.